# 쩌우카이
쩌우카이(중국어 간체자: 邹凯, 정체자: 鄒凱, 병음: Zōu Kǎi, 한자음: 추개, 1988년 2월 25일~)는 중화인민공화국의 체조 선수이다. 올림픽에서 5차례, 세계 체조 선수권 대회에서 5차례 정상에 올랐으며 특히 마루 운동, 철봉 종목에서 두각을 드러냈다.
쩌우카이는 2008년 베이징 하계 올림픽에서 금메달 3개를 획득했고 2009년에는 로레우스 세계 스포츠 어워드 올해의 신인 선수 후보에 올랐다. 2012년 런던 하계 올림픽에서는 금메달 2개를 추가로 획득했다. 하계 올림픽에서 금메달 5개, 동메달 1개를 획득한 쩌우카이는 현재 역대 올림픽에 참가한 중국의 선수들 중에서 가장 많은 금메달 기록을 보유하고 있으며 개인 종합 메달 최다 기록과 동률을 기록하고 있다.

## 경력

### 세계 체조 선수권 대회 데뷔
쩌우카이는 덴마크 오르후스에서 열린 2006년 세계 체조 선수권 대회에서 데뷔하여 중국 체조 국가대표팀의 남자 단체전 금메달 획득에 기여했고 마루 운동 개인전 결선에서 6위를 차지했다. 독일 슈투트가르트에서 열린 2007년 세계 체조 선수권 대회에서도 같은 성적을 거두며 남자 단체전에서 우승하고 남자 마루 운동 개인전 결선에서 다시 6위에 올라섰다.

### 2006년 아시안 게임
쩌우카이는 카타르 도하에서 열린 2006년 아시안 게임에 출전하여 남자 마루 운동 개인전에서 금메달을, 남자 철봉 개인전에서 은메달을 따냈으며 남자 단체전에서는 중국 체조 국가대표팀의 일원으로 출전하여 금메달을 따냈다.

### 2008년 하계 올림픽
쩌우카이는 2008년 베이징 하계 올림픽에서 중국 체조 국가대표팀의 남자 단체전 금메달에 기여했고 남자 마루 운동 개인전, 남자 철봉 개인전에서 아무도 예상하지 못한 금메달을 획득했다. 특히 남자 마루 운동 개인전에서는 최종 점수 16.050점을 기록했고 남자 철봉 개인전에서는 최종 점수 16.200점을 기록했다. 쩌우카이는 1984년 로스엔젤레스 하계 올림픽에서 참가한 리닝에 이어 올림픽 단일 종목에서 3개의 금메달을 딴 중국의 2번째 올림픽 참가 선수라는 업적을 세웠고 베이징 하계 올림픽에서 가장 많은 금메달을 획득한 가장 성공적인 중국의 선수였다.

### 2009년 세계 선수권 대회
쩌우카이는 영국 런던에서 열린 2009년 세계 체조 선수권 대회에 참가하여 남자 철봉 개인전에서 금메달을 땄고 남자 마루 운동 개인전에서도 은메달을 땄다.

### 2011년 세계 선수권 대회
쩌우카이는 네덜란드 로테르담에서 열린 2010년 세계 체조 선수권 대회, 중국 광저우에서 열린 2010년 아시안 게임에 참가하지 않았는데 이는 중국 체조 국가대표팀에서 특화되지 않은 조직의 약점으로 인해 탈락했기 때문이었다. 하지만 일본 도쿄에서 열린 2011년 세계 체조 선수권 대회에서 다시 금메달 2개와 은메달 1개를 따내면서 2009년에 세웠던 위업과 어깨를 나란히 했다.

### 2012년 하계 올림픽
쩌우카이는 2012년 런던 하계 올림픽에서 중국 체조 국가대표팀의 남자 단체전 금메달을 이끌어냈다. 남자 마루 운동 개인전에서는 금메달을 획득하면서 올림픽 타이틀 방어에 성공했는데 이는 1972년 뮌헨 하계 올림픽과 1976년 몬트리올 하계 올림픽 남자 마루 운동 개인전에서 우승한 소련의 체조 선수인 니콜라이 안드리아노프에 이은 2번째 기록이다. 하지만 남자 철봉 개인전에서는 2/10 정도 밖에 안 되는 점수 차이로 선두를 내주면서 동메달을 차지하게 된다.
 남자 철봉 개인전에서 올림픽 타이틀 방어에 성공한 마지막 체조 선수는 1972년 하계 올림픽과 1976년 하계 올림픽에서 안드리아노프와 같이 우승했던 일본의 체조 선수인 쓰카하라 미쓰오였다.
쩌우카이는 총 5개의 올림픽 금메달을 획득하여 올림픽 역사상 중국의 선수 중에서 가장 많은 금메달 기록을 보유했으며 동메달 1개를 포함한 6개의 메달로 최다 메달 기록을 세웠다.

### 2014년 아시안 게임
쩌우카이는 대한민국 인천에서 열린 2014년 아시안 게임에 출전해 남자 마루 운동 개인전, 남자 철봉 개인전에서 모두 금메달을 따냈다. 또한 남자 단체전에서는 중국 체조 국가대표팀의 일원으로 출전하여 동메달을 따냈다.

## 자선 활동
쓰촨성 루저우시 출신인 쩌우카이는 2008년 베이징 하계 올림픽에서 자신이 따낸 3개의 금메달 가운데 하나를 경매에 부쳐 수익금 전액을 2008년 쓰촨 대지진 구호 활동에 기부했다. 쩌우카이는 남자 마루 개인전 금메달을 선택했는데 이는 중국의 체조 선수들 중에서는 리닝과 리샤오솽 2명만이 딴 적이 있기 때문이다.

## 같이 보기
- 2008년 하계 올림픽 중국 선수단
- 2012년 하계 올림픽 중국 선수단
- 올림픽 체조 남자 메달리스트 목록
- 올림픽 다관왕 목록